# Дворец Уруских
Дворец Уруских (пол. Pałac Uruskich), также известный как Дворец Четвертинских (пол. Pałac Czetwertyńskich), — дворец в стиле неоренессанс в Варшаве (Польша), расположенный на улице Краковское предместье, дом 30.

## История
На месте нынешнего дворца Уруских был построен другой дворец на рубеже 30-х и 40-х годов XVIII века. Он был возведён в стиле позднего барокко по проекту архитектора Яна Зигмунта Дейбеля и принадлежал краковскому каштеляну Станиславу Понятовскому, отцу короля Станислава Августа. Именно здесь Станислав Август узнал о своём избрании королём. В честь этого события во внутреннем дворе дворца установлен памятник. Дворец был увековечен на картине Каналетто «Краковское предместье со стороны Нового Свята». Дворец сменял владельцев несколько раз, пока в 1843 году не стал собственностью Северина Уруского, предводителя дворянства Варшавской губернии, тайного советника, распорядителя императорского двора. Он хотел возвести на месте существовавшего новый дворец и распорядился снести старое здание.
Проект нового дворца был осуществлён архитектором Анджеем Голонским в ситле неоренессанса. Строительство продолжалось с 1844 по 1847 год. На центральной части переднего фасада расположился большой картуш с гербом Сас скульптора Луи Кауфмана. Картуш поддерживается двумя львами. В 1893—1895 годы дворец был реконструирован под руководством архитектора Йозефа Хусса, в том числе пристроен флигель, в котором расположились каретные сараи и съёмные квартиры.
Дворец сгорел во время Варшавского восстания 1944 года. В 1946 году он перешёл во владение Варшавскому университету, а в 1948-1951 годах восстановлен в несколько изменённом виде по проекту архитектора Яна Домбровского. Ныне здесь располагается факультет географии и региональных исследований Варшавского университета.